# Heinrich von Schenckendorff
Heinrich Kurt Emil Ernst von Schenckendorff (* 9. Oktober 1877 in Sorau; † 22. Februar 1941 in Liegnitz) war ein deutscher Generalleutnant und während des Zweiten Weltkriegs Inspekteur der Wehrersatzinspektion in Liegnitz.

## Leben

### Familie
Heinrich von Schenckendorff entstammte einem alten Adelsgeschlecht, das erstmals im 13. Jahrhundert urkundlich erwähnt wurde. Der Stammsitz der Familie lag in der brandenburgischen Niederlausitz in Schenkendorf. Die Region um das Dorf, wo die Familie große Ländereien besaß, wurde Schenckenländchen genannt. Heute heißt das Dorf Sękowice und gehört zur Landgemeinde Gubin an der Neiße in Polen. Die männlichen Mitglieder der Familie Schenckendorff waren meist Gutsherren, Beamte und Offiziere gewesen. Er war der Sohn des preußischen Oberst Christian von Schenckendorff, zuletzt Kommandeur des 2. Brandenburgischen Landwehr-Regiments Nr. 12, und dessen Ehefrau Karoline von Kaisenberg, einer geborenen Gräfin Strachwitz. Seine beiden Brüder wurden ebenfalls Offiziere. In der Schlacht um Verdun fiel sein Bruder Günther (1881–1917) als Hauptmann und Kommandeur des III. Bataillons im Infanterie-Regiment „General-Feldmarschall Prinz Friedrich Karl von Preußen“ (8. Brandenburgisches) Nr. 64 im Fort Douaumont. Sein Bruder Max starb 1943 als General der Infanterie und Befehlshaber des Rückwärtigen Heeresgebietes der Heeresgruppe Mitte. Der Politiker Emil von Schenckendorff ist sein Onkel.

### Militärlaufbahn
Schenckendorff wurde im Kadettenkorps erzogen und am 7. März 1896 dem Grenadier-Regiment „Kronprinz Friedrich Wilhelm“ (2. Schlesisches) Nr. 11 der Preußischen Armee überwiesen. Von 1899 bis 1902 diente er als Adjutant des I. Bataillons und absolvierte ab 1903 für drei Jahre die Kriegsakademie. Im Ersten Weltkrieg wurde er meist in Generalstäben verwendet und war zuletzt seit dem 23. September 1918 mit der Führung des Infanterie-Regiments Landgraf Friedrich I. von Hessen-Cassel (1. Kurhessisches) Nr. 81 beauftragt.
In der Reichswehr wurde er am 1. Oktober 1920 zum Oberstleutnant und am 1. April 1923 zum Oberst befördert. Am 1. April 1924 wurde er Kommandant der Festung Glogau. Er behielt dieses Kommando bis zur Verabschiedung am 31. Oktober 1927. Zum Abschied erhielt er den Charakter als Generalmajor. Am 1. Oktober 1935 erfolgte der Wiedereintritt als Oberst in das Heer der Wehrmacht und Schenckendorff wurde Inspekteur der Wehrersatzinspektion Liegnitz. Dieses Kommando behielt er bis zu seinem Tode 1941. Am 1. Oktober 1937 erfolgte die Beförderung zum Generalmajor. Am 1. November 1939 erhielt er den Charakter als Generalleutnant. Die Beförderung zum Generalleutnant erfolgte am 1. Februar 1941.